# Enzo Francescoli
Enzo Francescoli Uriarte (italienskt uttal: [ˈɛntso franˈtʃeskoli]), född 12 november 1961 i Montevideo, Uruguay, är en före detta professionell fotbollsspelare som var aktiv under åren 1980–1997. Han spelade bland annat för Uruguays landslag, argentinska River Plate, franska Matra Racing de Paris och italienska Cagliari.
Francescoli är ansedd som en av Uruguays bäste fotbollsspelare genom tiderna som aldrig spelade för klubbarna Nacional eller Peñarol (de två största klubbarna i Uruguay, räknat i antal supportrar och meriter). Han var känd för sin klassiska och eleganta spelstil och spelade som offensiv mittfältare och spelfördelare. Smeknamnet El Principe (prinsen) fick han som hyllning till den uruguayanske fotbollsspelaren Aníbal Ciocca som var aktiv under 1930- och 1940-talet.
Francescoli deltog i två världsmästerskap för La Celeste: 1986 i Mexiko och 1990 i Italien. I bägge turneringarna åkte Uruguay ut i åttondelsfinalerna; 1986 förlorade man mot Argentina (som senare kom att vinna turneringen), och 1990 förlorade man mot värdnationen Italien (som slutade på tredjeplats).
De främsta meriterna i landslaget kom vid Copa América – Sydamerikas kontinentala mästerskap i fotboll. Francescoli spelade i fem upplagor av turneringen, nådde finalen i fyra upplagor och vann tre gånger; 1983, 1987 och 1995. 
Han är den ende spelaren från Uruguays som ingår i Pelés lista "Fifa 100" och blev utsedd av IFFHS till den sjätte största spelaren i sitt land, och på tjugofjärde plats i listan "Seklets bäste spelare i Sydamerika".

## Spelarbiografi
Enzo Francescoli har alltid erkänt att han är ett stort Peñarol-fan, men han började spela i Montevideo Wanderers 1980. Kort efter sin debut såldes han till det argentinska storlaget River Plate. Han kom senare att spela även för bland andra Olympique de Marseille, Cagliari Calcio och Torino FC.
I slutet av sin karriär, 1994, återvände han till River Plate, för att snart vara med om segern i Copa Libertadores de América. Francescoli spelade sin sista match på River Plates hemmaplan mot Peñarol. Då han avslutade sin karriär var han den utländske spelare som gjort flest mål för River Plate.
Idag är han vicepresident i företagen Tenfield och GoITV.
Zinedine Zidane var i sin ungdom en stor beundrare av Francescoli då han spelade för Olympique de Marseille i Zidanes hemstad Marseille. Han döpte senare sin son till Enzo Zidane.

## Meriter

### Klubbstatistik
Notera att tabellen saknar statistik över matcher och mål vid nationella klubbturneringar. Siffrorna vid den sista raden (520 matcher, 198 mål) räknar enbart ut matcher och mål för den inhemska fotbollsligan, och vid internationella tävlingar.
| Klubb                | Säsong            | Inhemsk liga      | Inhemsk liga | Inhemsk liga | Nat. täv. | Nat. täv. | Internat. täv. | Internat. täv. | Totalt | Totalt |
| Klubb                | Säsong            | Serie             | SM           | Mål          | SM        | Mål       | SM             | Mål            | SM     | Mål    |
| -------------------- | ----------------- | ----------------- | ------------ | ------------ | --------- | --------- | -------------- | -------------- | ------ | ------ |
| Montevideo Wanderers | 1980              | 1a División       | 26           | 3            | 0         | 0         | 0              | 0              | 26     | 3      |
| Montevideo Wanderers | 1981              | 1a División       | 22           | 7            | 0         | 0         | 0              | 0              | 22     | 7      |
| Montevideo Wanderers | 1982              | 1a División       | 26           | 10           | 0         | 0         | 0              | 0              | 26     | 10     |
| Montevideo Wanderers | Totalt i klubblag | Totalt i klubblag | 74           | 20           | 0         | 0         | 0              | 0              | 74     | 20     |
| River Plate          | 1983              | 1a División (N+M) | 7+20         | 2+9          | 0         | 0         | 0              | 0              | 27     | 11     |
| River Plate          | 1984              | 1a División (N+M) | 14+35        | 5+24         | 0         | 0         | 0              | 0              | 49     | 29     |
| River Plate          | 1985              | 1a División (N)   | 5            | 3            | 0         | 0         | 0              | 0              | 5      | 3      |
| River Plate          | 1985–1986         | 1a División       | 32           | 25           | 0         | 0         | 0              | 0              | 32     | 25     |
| River Plate          | Totalt i klubblag | Totalt i klubblag | 113          | 68           | 0         | 0         | 0              | 0              | 113    | 68     |
| RC Paris/Matra       | 1986–1987         | Ligue 1           | 35           | 14           | 0         | 0         | 0              | 0              | 35     | 14     |
| RC Paris/Matra       | 1987–1988         | Ligue 1           | 28           | 8            | 0         | 0         | 0              | 0              | 28     | 8      |
| RC Paris/Matra       | 1988–1989         | Ligue 1           | 26           | 10           | 0         | 0         | 0              | 0              | 26     | 10     |
| RC Paris/Matra       | Totalt i klubblag | Totalt i klubblag | 89           | 32           | 0         | 0         | 0              | 0              | 89     | 32     |
| Olympique Marseille  | 1989–1990         | Ligue 1           | 26           | 11           | 0         | 0         | 8              | 0              | 34     | 11     |
| Olympique Marseille  | Totalt i klubblag | Totalt i klubblag | 26           | 11           | 0         | 0         | 8              | 0              | 34     | 11     |
| Cagliari             | 1990–1991         | Serie A           | 33           | 4            | 0         | 0         | 0              | 0              | 33     | 4      |
| Cagliari             | 1991–1992         | Serie A           | 33           | 6            | 0         | 0         | 0              | 0              | 33     | 6      |
| Cagliari             | 1992–1993         | Serie A           | 32           | 7            | 0         | 0         | 0              | 0              | 32     | 7      |
| Cagliari             | Totalt i klubblag | Totalt i klubblag | 98           | 17           | 0         | 0         | 0              | 0              | 98     | 17     |
| Torino               | 1993–1994         | Serie A           | 24           | 3            | 0         | 0         | 3              | 0              | 27     | 3      |
| Torino               | Totalt i klubblag | Totalt i klubblag | 24           | 3            | 0         | 0         | 3              | 0              | 27     | 3      |
| River Plate          | 1994–1995         | 1a División       | 27           | 17           | 0         | 0         | 0              | 0              | 27     | 17     |
| River Plate          | 1995–1996         | 1a División       | 20           | 10           | 0         | 0         | 0              | 0              | 20     | 10     |
| River Plate          | 1996–1997         | 1a División       | 31           | 19           | 0         | 0         | 1              | 0              | 32     | 19     |
| River Plate          | 1997–1998         | 1a División       | 6            | 1            | 0         | 0         | 0              | 0              | 6      | 1      |
| River Plate          | Totalt i klubblag | Totalt i klubblag | 84           | 47           | 0         | 0         | 1              | 0              | 85     | 47     |
| Totalt i karriär     | Totalt i karriär  | Totalt i karriär  | 508          | 198          | 0         | 0         | 12             | 0              | 520    | 198    |

| Uruguay - Sydamerikanska U20-mästerskapet: 1981 - Nehim Cup: 1983 - Copa América: 1983, 1987 och 1995 River Plate - Primera División: 1985–86, 1994 A, 1996 A, 1997 C, 1997 A - Copa Libertadores: 1996 - Supercopa Libertadores: 1997 Olympique de Marseille - Ligue 1: 1989–90 | Individuella meriter och utmärkelser - Inskriven i Fifa 100 - Sydamerikas bäste fotbollsspelare 1984 och 1995 - Främste målskytt i argentinska Primera División 1985, 1986, 1994 och 1996 - Årets bäste spelare i Argentina 1985 och 1995 - Främste utländske målskytten i Frankrike 1990 - Främste utländske målskytten i River Plate - Främste uruguayanske målskytten i argentinska Primera División |